# Маха Тилавунта Шин
Маха Тилавунта Шин (настоящее имя У Ньоу; вероятно, 1453—1518 или 1520, Таундуинджи) — бирманский поэт и прозаик, хронист.
Сведений о его жизни практически не сохранилось, кроме информации о том, что он был монахом и считался одним из крупнейших писателей эпохи государства Ава.
Полностью сохранилось шесть его произведений (остальные лишь в отрывках). Это две поэмы в жанре религиозной буддийской поэзии пио (пьоу) на сюжет джатак («Парамидокхан» (1491 или 1492, рус. «Достижение совершенства»; посвящена Будде) и Hsutaungan pyo (1495)), служащие иллюстрацией конкретных столпов буддийского учения; поэма Taungdwinla, написанная в том же жанре и поэтически описывающая путешествие в город Таундуинджи; три прозаических произведения, считающихся первыми известными образцами бирманской прозы: сборники религиозных нравоучительных историй «Параяна Вутту» (1501 или 1511, рус. «Путь к нирване»), историческая хроника (язавин) «Язавинджо» (1502 или 1520, букв. «Знаменитая хроника»), известная также под названием «Маха Саммата Вамса» (рус. «Хроники великих древних правителей»), представляющая собой масштабный исторический труд об истории Бирмы, Шри-Ланки и Индии, а также «Хроника королевских гороскопов» («Зататавба Язавин»), который содержит перечень бирманских королей в хронологическом порядке, генеалогия которых возводится автором к Будде.
Его поэмы-пьоу состоят из строф, каждая из которых включает в себя три строки, и написаны, как считается, намеренно усложнённым языком; его исторические баллады (эйчжин) и хвалебные оды (могун) значительно «легче» как по форме, так и по содержанию.